# 中央同盟国

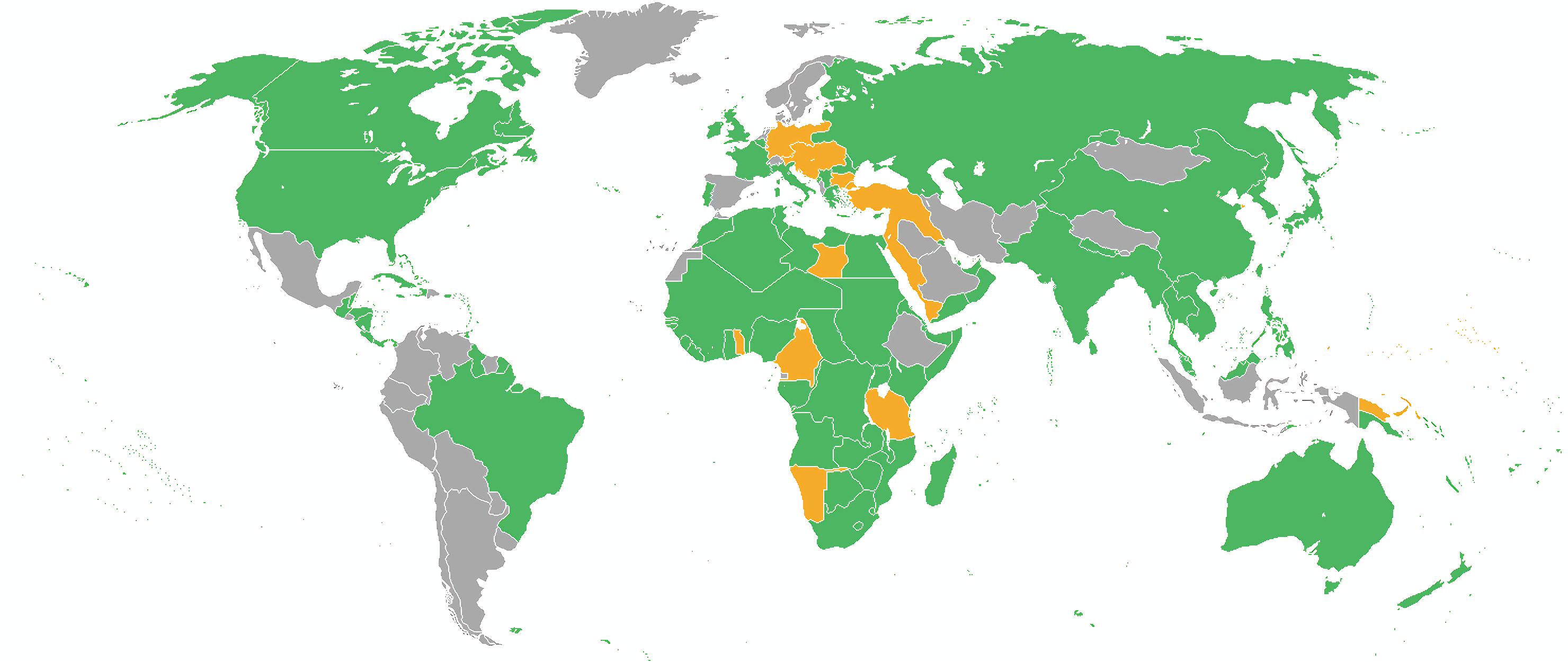

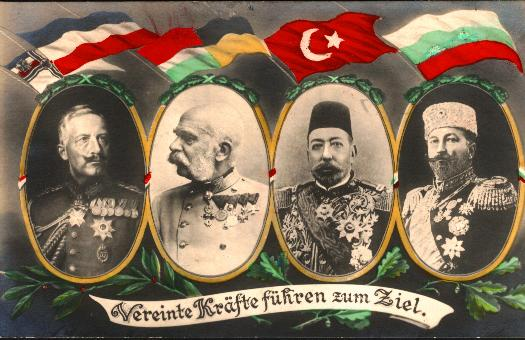
中央同盟国の4君主。左からドイツ皇帝ヴィルヘルム2世、オーストリア皇帝フランツ・ヨーゼフ1世、オスマン帝国皇帝メフメト5世、ブルガリア国王フェルディナント

中央同盟国（ちゅうおうどうめいこく、ドイツ語: Mittelmächte、トルコ語: İttifak Devletleri または Bağlaşma Devletleri、ハンガリー語: Központi hatalmak、ブルガリア語: Централни сили）は、第一次世界大戦時に連合国（協商国）と戦った諸国を指す名称。日本では単に同盟国と呼ばれることも多い。三国同盟を結んでいたドイツ帝国とオーストリア＝ハンガリー帝国（もう1か国のイタリア王国は連合国に転じる）およびオスマン帝国、ブルガリア王国の4か国を指す。
「中央」同盟国という名称は、対立する連合国のロシアおよびイギリス・フランスによって、それらの同盟諸国が東西から挟まれていることに由来する。位置関係においてオスマン帝国は特に着目するべきである。なぜなら、大戦の主因がオスマン債務管理局をめぐる債権国間の対立であり、三国同盟で中央同盟に残るドイツとオーストリアは自国の投下資本と一緒にオスマン帝国の政体を維持しようとしていたからである。
1917年の十月革命ののち、崩壊したロシア共和国から次々と独立を宣言した各国が、中央同盟国と同盟を結んでボリシェヴィキとの戦闘を展開した。ボリシェヴィキは中央同盟国の軍事力によって圧倒され、中央同盟国はブレスト＝リトフスク条約によって赤軍ならびに艦隊の撤退とそれら諸国の独立を承認させた。
1918年11月に中央同盟国は連合国に降伏し、それら新しい同盟諸国の多くは連合国によって一時的な占領を受けた。中央同盟国を構成した国のうち、ブルガリア王国以外は敗戦後数年のうちに政府が崩壊した（ドイツ革命、オーストリア革命、トルコ革命）。

ドイツ帝国
オーストリア＝ハンガリー帝国
オスマン帝国
ブルガリア王国